# Jair Santana
Jair Florêncio de Santana ou simplesmente Jair Santana, (Rio de Janeiro, 20 de fevereiro de 1929 — Rio de Janeiro, 13 de outubro de 2014)  foi um futebolista brasileiro que atuou como volante.

## Carreira
Revelado pelo Olaria, Jair Santana atuou no Fluminense entre 2 de março de 1952 e 9 de julho de 1961, tendo disputado 320 jogos pelo Tricolor, com 196 vitórias, 54 empates e 70 derrotas, marcando 8 gols.[carece de fontes?]

## Morte
Morreu em 13 de outubro de 2014 no Rio de Janeiro, de infecção urinária.

## Títulos
Fluminense
- Copa Rio: 1952
- Taça Adriano Ramos Pinto: 1952 (Copa Rio - Fluminense versus Corinthians)
- Taça Cinquentenário do Fluminense: 1952 (Copa Rio - Fluminense versus Corinthians)
- Taça Milone: 1952 (Copa Rio - Fluminense versus Corinthians)
- Torneio Rio-São Paulo: 1957 e 1960
- Torneio José de Paula Júnior: 1952
- Copa das Municipalidades do Paraná: 1953
- Campeonato Carioca: 1959
- Torneio Início do Campeonato Carioca: 1954 e 1956
- Taça Desafio: 1954 (Fluminense versus Uberaba)
- Taça Presidente Afonsio Dorázio : 1956 (Seleção de Araguari-MG versus Fluminense)
- Taça Vice-Presidente Adolfo Ribeiro Marques: 1957 (Combinado de Barra Mansa versus Fluminense)
- Taça Cidade do Rio de Janeiro: 1957 (Fluminense versus Vasco)
- Taça Movelaria Avenida: 1959 (Ceará Sporting Club versus Fluminense)
- Taça CSA versus Fluminense: 1959